# Cmentarz wojenny nr 292 – Faściszowa
Cmentarz wojenny nr 292 – Faściszowa – cmentarz z I wojny światowej znajdujący się we wsi Faściszowa w województwie małopolskim, w powiecie tarnowskim, w gminie Zakliczyn. Jest jednym z 400 zachodniogalicyjskich cmentarzy wojennych zbudowanych przez Oddział Grobów Wojennych C. i K. Komendantury Wojskowej w Krakowie. W VIII okręgu brzeskim cmentarzy tych jest 52.

## Położenie
Cmentarz znajduje się w widłach dwóch dróg: drogi Zakliczyn – Siemiechów i odchodzącej od niej na prawo drogi do Brzozowej (około 500 m od skrzyżowania tych dróg). Jest z wszystkich stron otoczony polami uprawnymi i obsadzony drzewami, tak, że ma wygląd zagajnika. Nie prowadzi do niego żadna ścieżka. Z terenu cmentarza roztacza się widok na wzgórza Pogórza Wiśnickiego po drugiej stronie Dunajca.

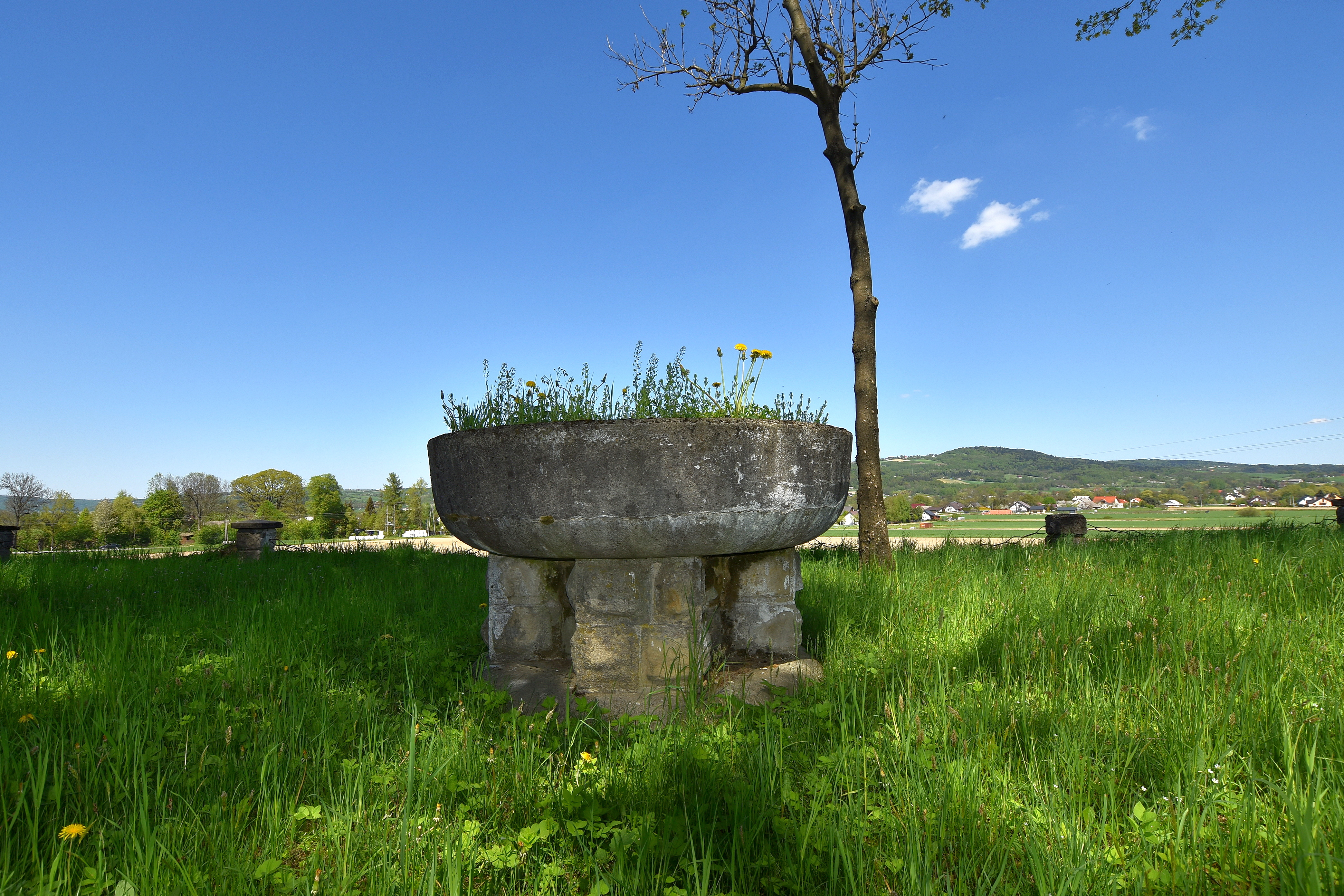
Misa ofiarna
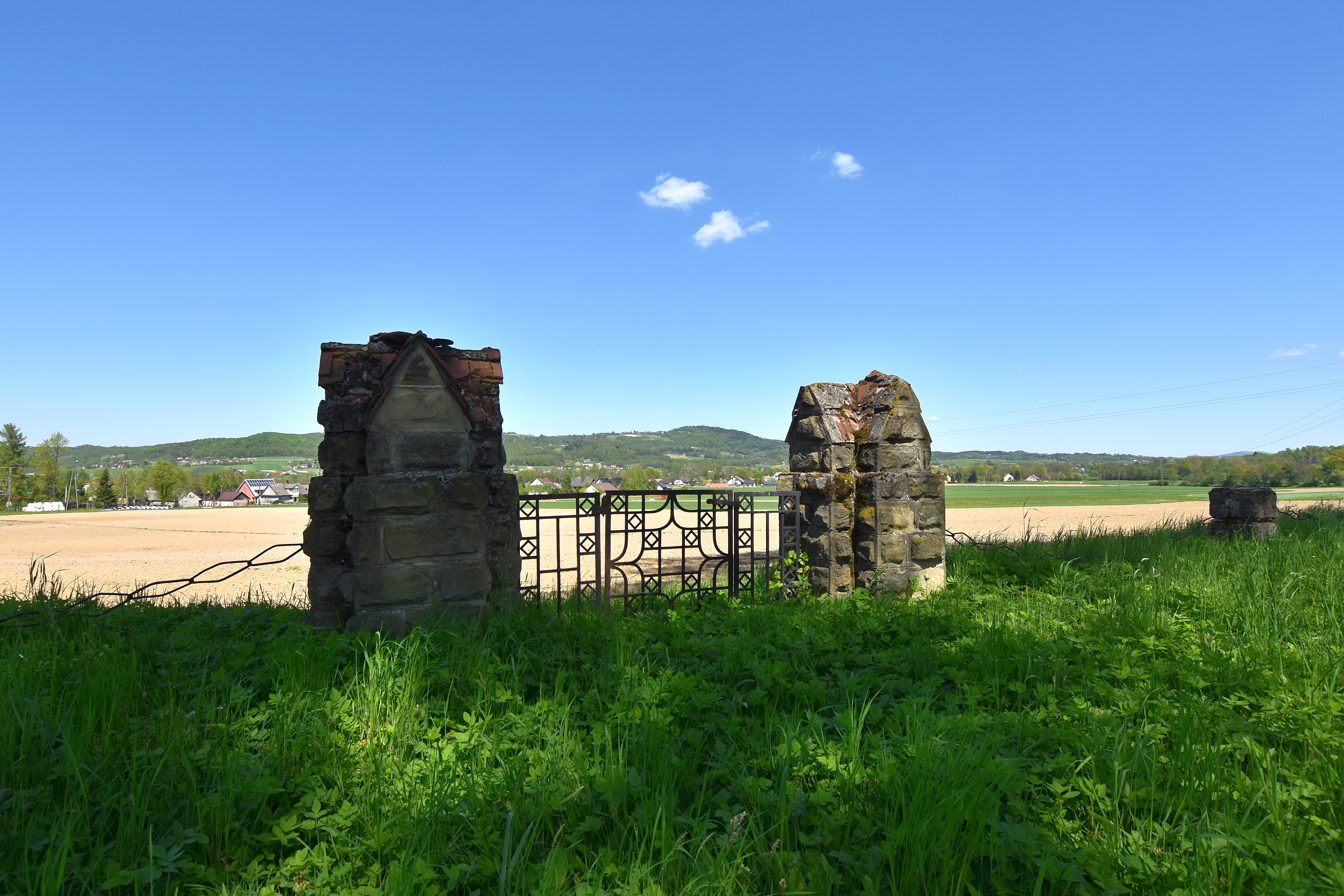
Brama wejściowa
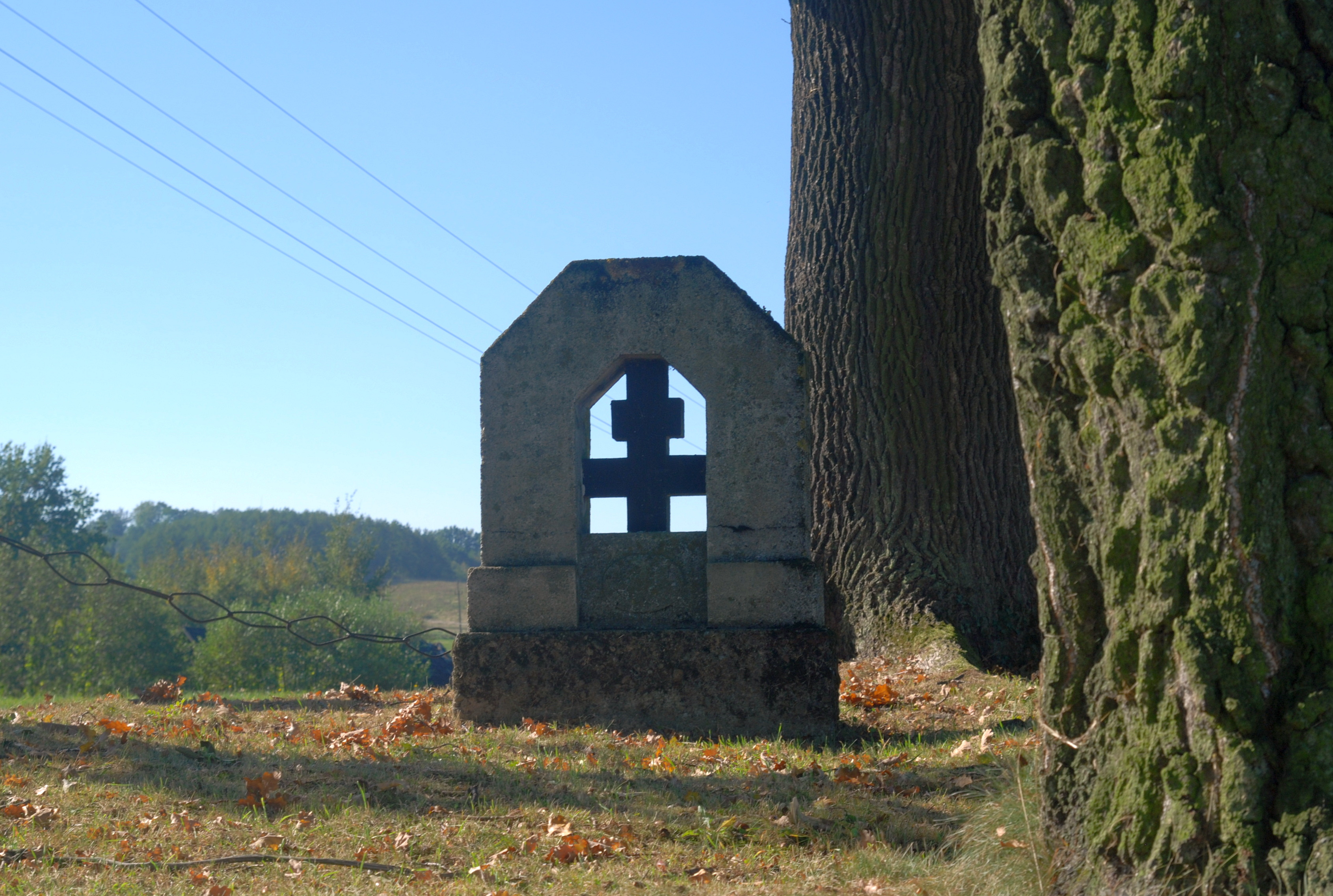
Nagrobek

## Opis cmentarza
Ma on kształt kwadratu. Jego ogrodzenie tworzą murowane słupki, pomiędzy którymi rozpięto ozdobny stalowy łańcuch. Wejście przez ozdobną bramkę z kamiennymi słupami krytymi dachówką. W obrębie cmentarza znajduje się betonowa misa ofiarna, betonowy postument z wieńcami, na którym znajdował się drewniany krzyż i nagrobki bez tabliczek. Na cmentarzu spoczywa 30 żołnierzy austro-węgierskich i 43 żołnierzy rosyjskich.
Został odnowiony ze środków budżetu państwa.